# أربي سانيت
أربي سانيت (4 يونيو 1939 - 25 مارس 2021) كان عالمًا سياسيًا إندونيسيًا ومحاضرًا في كلية العلوم الاجتماعية والسياسية بجامعة إندونيسيا. كتب عدة كتب عن النظام السياسي الإندونيسي.

## الحياة السابقة
ولد سانيت في باينان في غرب سومطرة. حصل على درجة البكالوريوس في العلوم السياسية من كلية العلوم الاجتماعية والسياسية بجامعة إندونيسيا عام 1969. كما درس في جامعة ويسكونسن 1973-1974.